# 戴维·内维尔 (冰球运动员)
戴维·内维尔（英語：David Neville，1908年9月5日—1991年10月14日），加拿大男子冰球运动员，场上位置是前锋。他曾代表加拿大参加1936年冬季奥林匹克运动会冰球比赛，获得一枚银牌。